# CNタワー

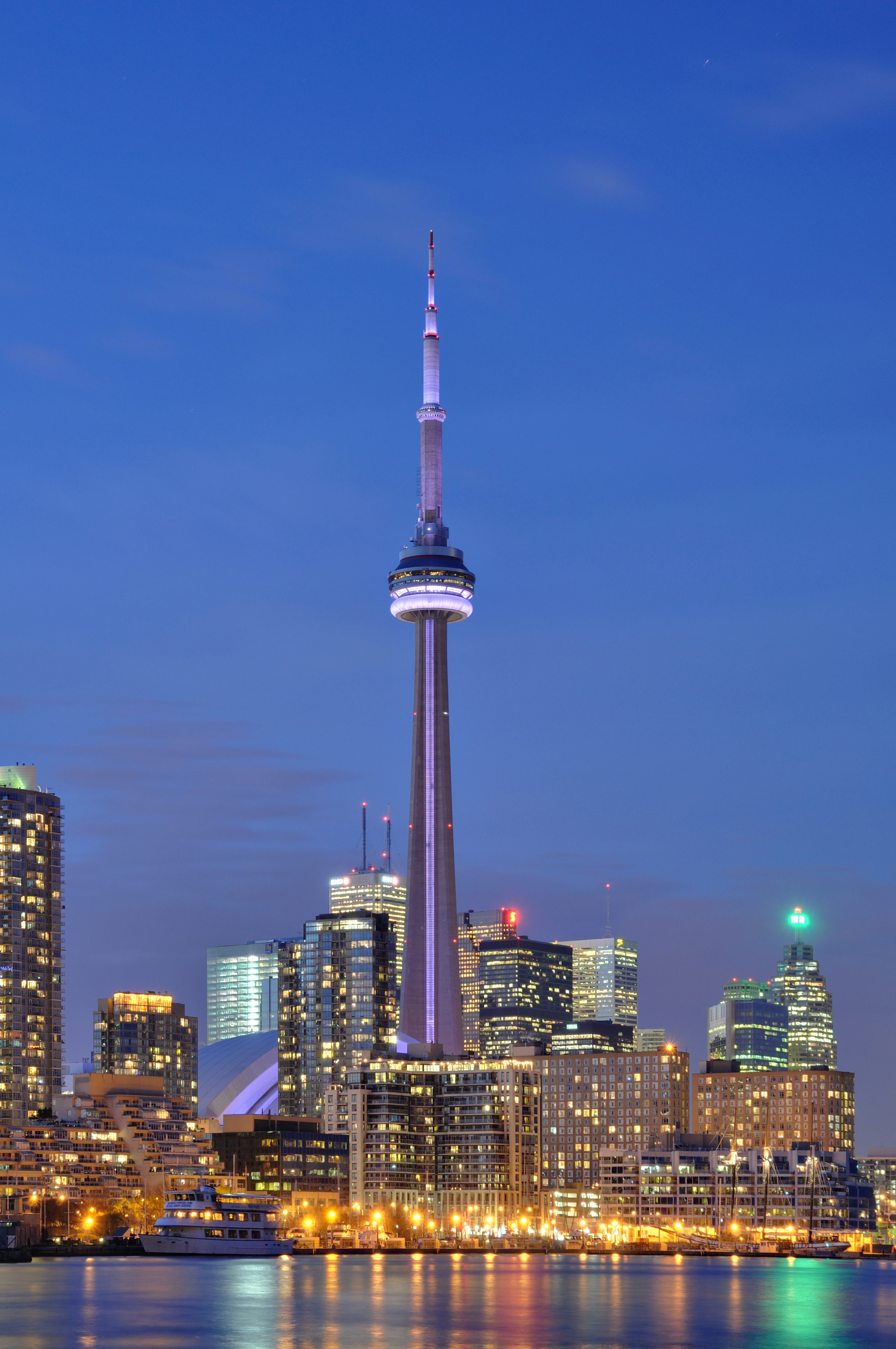
ライトアップ

CNタワー（シーエヌタワー、英語: CN Tower、フランス語: Tour CN）は、カナダオンタリオ州トロントに位置する通信と観光用の塔である。

## 名前の由来
名前の"CN"は、同塔を建設したカナディアン ナショナル (Canadian National) という鉄道会社の名前から取られているが、1995年の民営化に先立って非中核貨物鉄道資産を売却する決定を下した後、同塔は連邦政府機関に譲渡された。

## 高さ
高さは553.33m（1815.39フィート）で、4つの展望台があり、トロントの人気観光スポットになっている。開業から2007年までの32年間、自立式建築物（支持構造のない建築物）としては世界で最も高い塔であった。

## 建設
1976年、カナディアン・ナショナル鉄道が建設した電波塔である。そのため、高さ338mと553.33mのところにアンテナがある。

## 展望台
展望台は4つ設けられている。
- 342m部分には『グラス・フロア』と屋外展望台がある。
- 346m部分には『ホライゾンズ・カフェ』と屋内展望台がある。
- 351m部分には高級レストラン『360』がある。360は、72分かけて床が一周する構造になっている（回転レストラン）。
- 356m部分には世界で最も高い遊歩道、エッジウォーク（EdgeWalk）がある[1]。
- 447m部分にある展望台『スカイ・ポッド』は、開業から2008年までの33年間、世界一高い展望台であった。